# St. Georg (Gmünd)

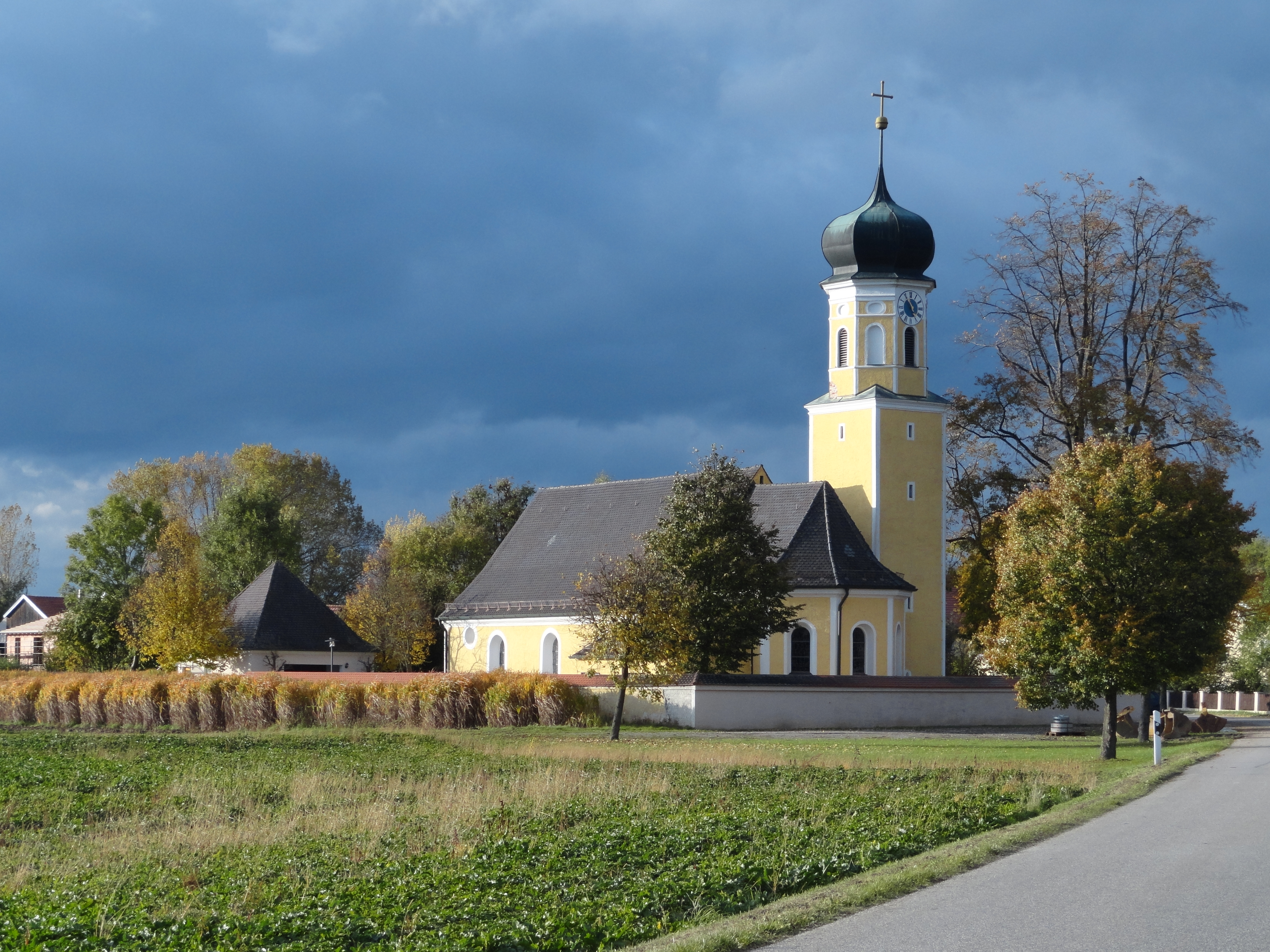
St. Georg (Gmünd)

Die römisch-katholische, denkmalgeschützte Expositurkirche St. Georg steht in Gmünd, einem Gemeindeteil der Gemeinde Pfatter im Landkreis Regensburg der Oberpfalz. Sie gehört zum Bistum Regensburg. Das Bauwerk ist unter der Denkmalnummer D-3-75-183-17 als Baudenkmal in die Bayerische Denkmalliste eingetragen.

## Beschreibung
Die Saalkirche wurde im 17. Jahrhundert erbaut. Sie besteht aus einem Langhaus mit drei Achsen, das mit einem Satteldach bedeckt ist, einem eingezogenen, dreiseitig geschlossenen Chor im Osten, einem Chorflankenturm an dessen Nordwand und der Sakristei an dessen Südwand. Die unteren Geschosse des Chorflankenturms aus Bruchsteinen sind romanischen Ursprungs, das oberste, achteckige,  barocke Geschoss, beherbergt die Turmuhr und den Glockenstuhl. Darauf sitzt eine Zwiebelhaube. Der Innenraum des Langhauses ist mit einer Flachdecke überspannt, die mit einer stuckierten Hohlkehle gerahmt ist. Der Chor ist innen mit einem Kreuzgratgewölbe bedeckt. Der korbbogige Chorbogen ist mit Malereien versehen, die Stuck vortäuschen. Auf dem Hochaltar befinden sich Tafelbilder, auf denen die vier Evangelisten dargestellt sind. Die Orgel auf der Empore hat 1867 Johann Rödl gebaut. Ein Ölgemälde, das den heiligen Georg zeigt, befand sich ursprünglich auf einem Altarretabel.